# Al-Qurtubi
Abu 'Abdullah Al-Qurtubi o Abu' Abdullah Muhammad ibn Ahmad ibn Abu Bakr al-Ansari al-Qurtubi (en árabe: أبو عبدالله القرطبي) (Córdoba, 1214 - Egipto, 1272) fue un imán, jurista y erudito islámico de los hadices de origen andalusí. Fue enseñado por destacados eruditos de Córdoba, y llegó a ser reconocido por su comentario del Corán llamado Tafsir al-Qurtubi, un compilado de 20 volúmenes que no sólo estudiaba los versículos coránicos que trataban cuestiones legales y morales, también era una interpretación general del libro sagrado de los musulmanes desde su punto de vista personal.
Natural de Córdoba, nació en tierras de Al-Ándalus en el siglo XIII, en el período de los terceros reinos de taifas. Su padre era agricultor y murió durante un ataque cristiano en 1230. Durante su juventud, contribuyó a su familia llevando arcilla para su uso en alfarería. Terminó su educación en su ciudad natal, estudiando con renombrados eruditos como ibn Ebu Hucce y Abdurrahman ibn Ahmet Al-Ashari. Tras la captura de la ciudad en el año 1236 por Fernando III de Castilla, partió hacia Alejandría, donde estudió hadiz (dichos y acciones del profeta Mahoma) y Tafsir (exégesis empleada para explicar e interpretar el Corán). Luego pasó a El Cairo, donde pasó el resto de su vida. Conocido por su modestia y estilo de vida humilde, fue enterrado en Munya Abi'l-Khusavb, en el año 1273. Su tumba fue llevada a una mezquita donde se construyó un mausoleo bajo su nombre en 1971.
En su hacer narrativo, era muy hábil en el comentario, la narrativa, la recitación y la ley; claramente evidente en sus escritos, y la profundidad de su erudición ha sido reconocida por muchos estudiosos. En sus obras, Qurtubi defendió el punto de vista sunita y criticó la Mu'tazili, otra escuela del pensamiento islámico.